# Подзмеёвка
Подзмеёвка — деревня в Кадуйском районе Вологодской области.
Входит в состав сельского поселения Семизерье (до 2015 года входила в Рукавицкое сельское поселение), с точки зрения административно-территориального деления — в Чупринский сельсовет.
Деревня Подзмеёвка зарегистрирована 24 августа 2001 года постановлением губернатора области.
По данным переписи в 2002 году постоянного населения не было.